# ドンブラ

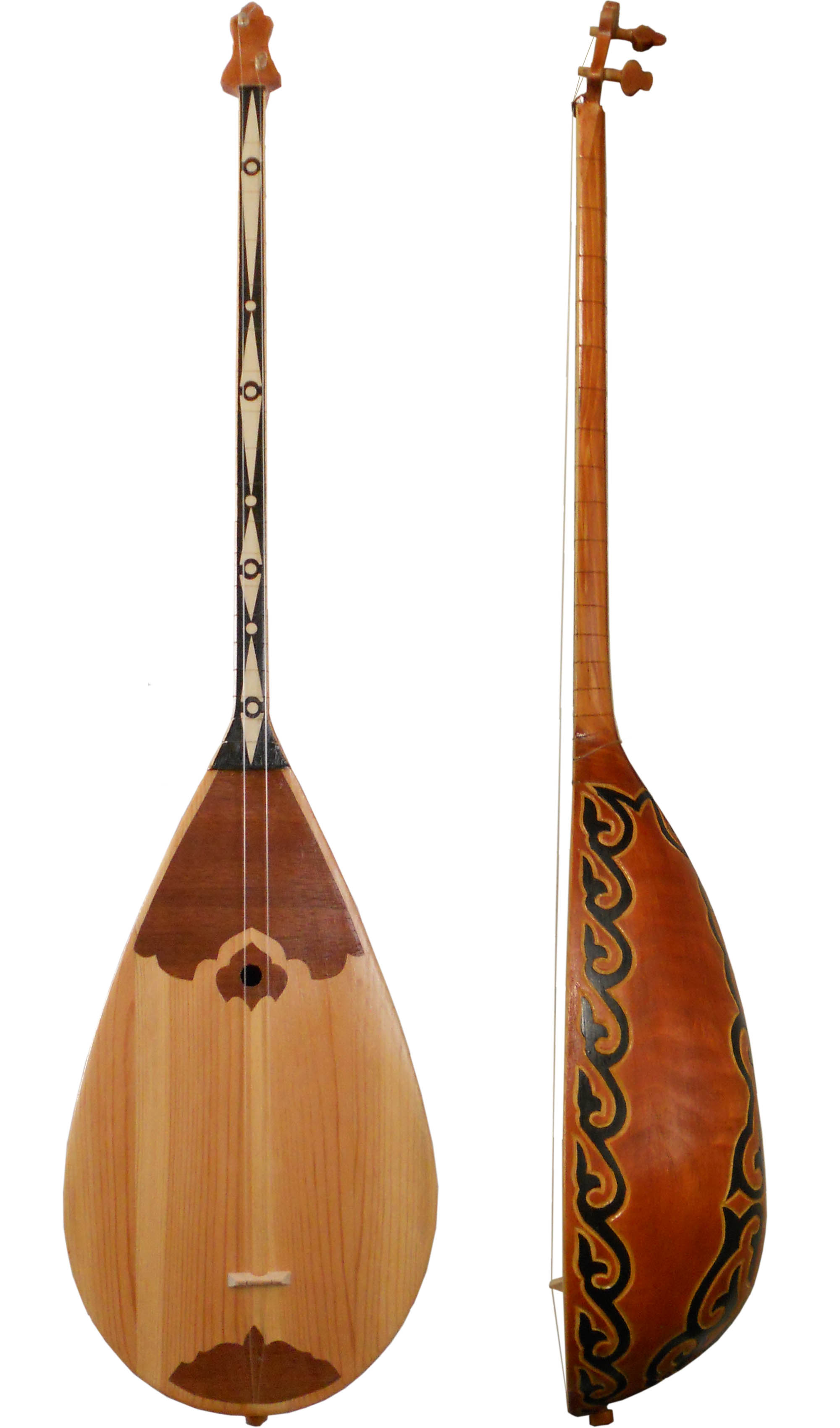
ドンブラ

ドンブラ（カザフ語: Домбыра）は、カザフの民族楽器である。二弦撥弦楽器であり、二弦擦弦楽器のコブズにならぶ、カザフの代表的な民族楽器である。弦を直接指ではじいて演奏され、単奏あるいは叙事詩を歌う伴奏に用いられる。
ドンブラの演奏には、キュイあるいはキュと呼ばれる、曲の注釈となる伝説を有し、演奏者が演奏に先だって伝説を語るスタイルがある。歌はアンと総称され、歌い手が伴奏しながら歌う。
カザフスタン西部では二弦を高速で演奏し、中・東部では一弦をゆっくりとしたテンポで演奏する地方様式がある。アクンと呼ばれる語り手によって、叙事詩が歌われ、ドンブラが演奏される。

## 歴史
演奏者は伝統的に男性であったが、19世紀後半から女性の演奏者も現れるようになった。クルマンガズ（1806年?-1879年?）のキュイが、現在70曲ほど伝えられている。